# Gianluca Rocchi
Gianluca Rocchi (Firenze, 1973. augusztus 25. –) olasz nemzetközi labdarúgó-játékvezető.

## Pályafutása

### Nemzeti játékvezetés
2000-ben lett Seria C, 2003-ban Seria B és Seria A, 2010-től Seria A játékvezető.
| Időpont         | Helyszín                    | Mérkőzés típusa        | Mérkőzés                | Eredmény |
| --------------- | --------------------------- | ---------------------- | ----------------------- | -------- |
| 2004. május 16. | Via del Mare Stadion, Lecce | első Seria A mérkőzése | US Lecce–Reggina Calcio | 2 : 1    |

### Nemzetközi játékvezetés
Az Olasz labdarúgó-szövetség Játékvezető Bizottsága (JB) 56 Seria A mérkőzéssel a háta mögött 2008-ban terjesztette fel nemzetközi játékvezetőnek, a Nemzetközi Labdarúgó-szövetség (FIFA) bíróinak keretébe. Több nemzetek közötti válogatott és klubmérkőzést vezetett. 2011-től az UEFA JB besorolás szerint az „elit” kategóriába tevékenykedik. Az olasz nemzetközi játékvezetők rangsorában, a világbajnokság-Európa-bajnokság sorrendjében többedmagával a 27. helyet foglalja el 4 találkozó szolgálatával.

#### Világbajnokság
A világbajnoki döntőhöz vezető úton Dél-Afrikába a XIX., a 2010-es labdarúgó-világbajnokságra, Brazíliába a XX., a 2014-es labdarúgó-világbajnokságra a FIFA JB bíróként alkalmazta. 2012-ben a FIFA JB bejelentette, hogy a brazil labdarúgó-világbajnokság lehetséges játékvezetőinek átmeneti listájára jelölte.

##### 2010-es labdarúgó-világbajnokság
| Időpont          | Helyszín             | Mérkőzés típusa           | Mérkőzés      | Eredmény | Nézők száma |
| ---------------- | -------------------- | ------------------------- | ------------- | -------- | ----------- |
| 2009. április 1. | Városi Stadion, Genf | előselejtező (2. csoport) | Svájc–Moldova | 1 : 2    | 20 100      |

##### 2014-es labdarúgó-világbajnokság
A FIFA JB Brazíliába a XX., a 2014-es labdarúgó-világbajnokságra bíróként kívánja alkalmazni. Besorolták a kiválasztott 52 játékvezető közé.

#### Európa-bajnokság
Az európai-labdarúgó torna döntőjéhez vezető úton Ukrajnába és Lengyelországba a XIV., a 2012-es labdarúgó-Európa-bajnokságra az UEFA JB játékvezetőként foglalkoztatta.
| Időpont             | Helyszín                      | Mérkőzés típusa           | Mérkőzés               | Eredmény | Nézők száma |
| ------------------- | ----------------------------- | ------------------------- | ---------------------- | -------- | ----------- |
| 2010. október 8.    | Helmántico Stadion, Salamanca | előselejtező (I. csoport) | Litvánia–Spanyolország | 3 : 1    | 16 800      |
| 2011. március 26.   | Ullevaal Stadion, Oslo        | előselejtező (H. csoport) | Norvégia–Dánia         | 1 : 1    | 24 828      |
| 2011. szeptember 2. | GSP Stadion, Nicosia          | előselejtező (H. csoport) | Ciprus–Portugália      | 0 : 4    | 15 444      |

#### Olimpia
A 2012. évi nyári olimpiai játékok labdarúgó tornáján a FIFA JB játékvezetőként foglalkoztatta.
| Időpont            | Helyszín                    | Mérkőzés típusa        | Mérkőzés          | Eredmény | Nézők száma |
| ------------------ | --------------------------- | ---------------------- | ----------------- | -------- | ----------- |
| 2012. július 26.   | Millennium Stadion, Cardiff | selejtező (C. csoport) | Brazília–Egyiptom | 3 : 2    | 26 812      |
| 2012. augusztus 7. | Wembley Stadion, London     | egyik elődöntő         | Mexikó–Japán      | 3 : 1    | 82 372      |